# Stayella bimaculata
Stayella bimaculata är en kackerlacksart som först beskrevs av Gerstaecker 1869.  Stayella bimaculata ingår i släktet Stayella och familjen småkackerlackor. Inga underarter finns listade i Catalogue of Life.